# Anartia lytraea
Anartia lytraea är en fjärilsart som beskrevs av Goddart 1819. Anartia lytraea ingår i släktet Anartia och familjen praktfjärilar. Inga underarter finns listade i Catalogue of Life.